# Ekstraklasa
Ekstraklasa är den högsta polska divisionen i fotboll. Serien innehåller 16 lag som spelar två matcher mot alla andra lag i ligan under en säsong. Varje lag spelar en match hemma och en match borta mot vart och ett av de övriga lagen. De nuvarande främsta klubblagen i serien är Legia Warszawa, Lech Poznań och Raków Częstochowa.
Ligan grundades år 1926. I början av 1900-talet avgjordes det Polska mästerskapet endast som enskilda matcher. I början av 1920-talet var klubbarna redo att starta en liga, förutom KS Cracovia, Polens bästa klubb. Klubbens ledare ville hellre åka runt och möta storklubbar som Real Madrid i träningsmatcher, men Cracovia gav upp och kom med i Ekstraklasa redan år 1928.

## Deltagande lag 2020/2021
Följande 16 klubbar deltar i ligan under säsongen 2020/2021.
| Klubb                      | Stadium                      | Kapacitet | Placering 2019/20 |
| -------------------------- | ---------------------------- | --------- | ----------------- |
| Cracovia                   | Stadion Miejski Cracovii     | 15 114    | 7                 |
| Górnik Zabrze              | Stadion Ernesta Pohla        | 24 563    | 9                 |
| Jagiellonia Białystok      | Stadion Miejski              | 22 432    | 8                 |
| Lech Poznań                | Stadion Miejski              | 43 269    | 2                 |
| Lechia Gdańsk              | Stadion Energa Gdańsk        | 43 615    | 4                 |
| Legia Warszawa             | Stadion Wojska Polskiego     | 31 800    | 1                 |
| Piast Gliwice              | Stadion Miejski              | 10 037    | 3                 |
| Podbeskidzie Bielsko-Biała | Stadion Miejski              | 15 076    | uppflyttad        |
| Pogoń Szczecin             | Stadion Florian Kryger       | 4 200     | 6                 |
| Raków Częstochowa          | Stadion GKS                  | 5 264     | 10                |
| Stal Mielec                | Stadion Stali Mielec         | 6 864     | uppflyttad        |
| Śląsk Wrocław              | Stadion Miejski              | 45 105    | 5                 |
| Warta Poznań               | Stadion Dyskobolii           | 5 383     | uppflyttad        |
| Wisła Kraków               | Stadion Henryka Reymana      | 33 326    | 13                |
| Wisła Płock                | Stadion Kazimierza Górskiego | 12 800    | 12                |
| Zagłębie Lubin             | Stadion Zagłębia Lubin       | 16 068    | 11                |

## Lista över ligavinnare

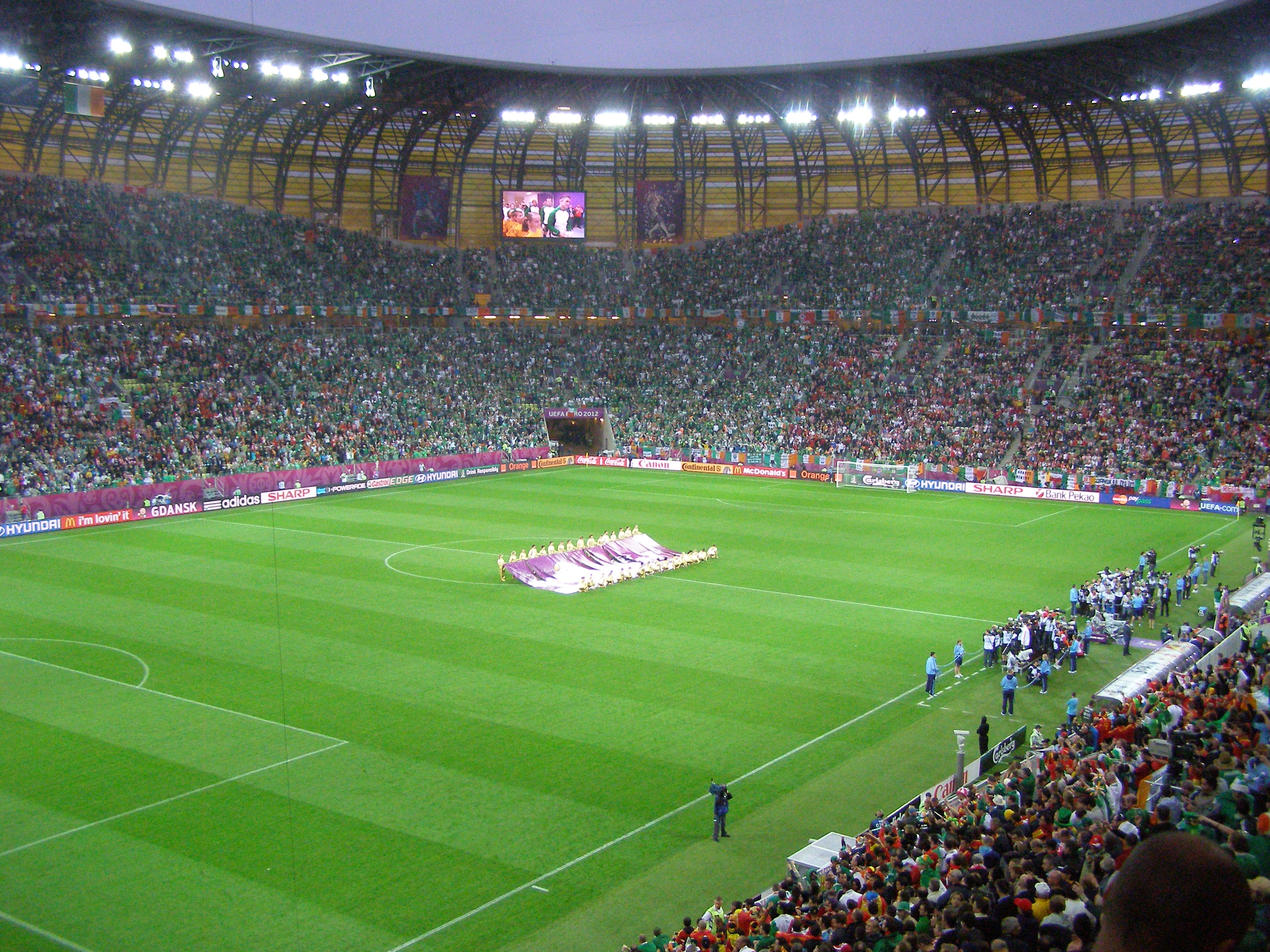
PGE Arena - Lechia Gdańsk

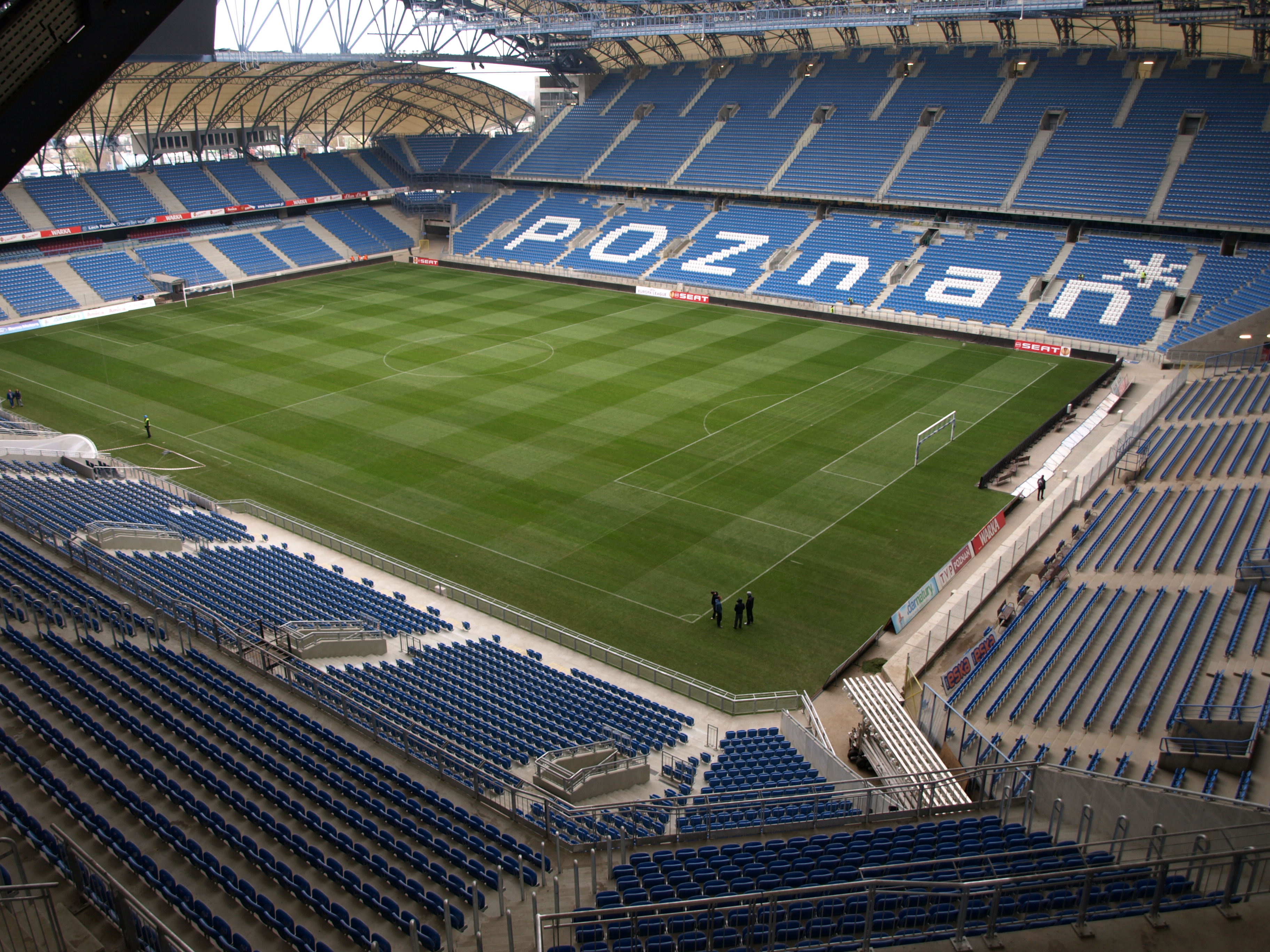
Stadion Miejski (Poznań) - Lech Poznań

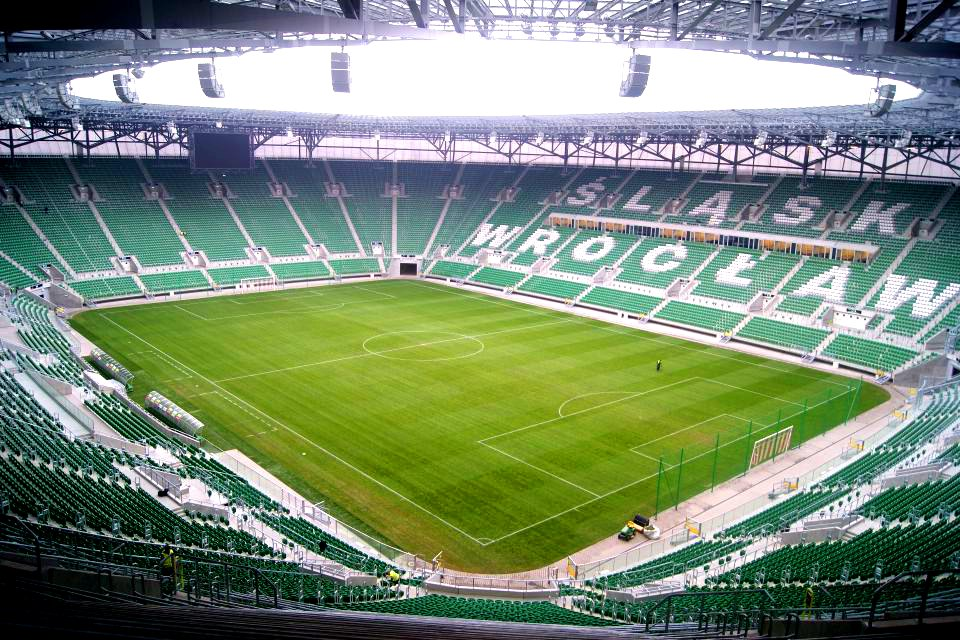
Stadion Miejski (Wrocław) - Śląsk Wrocław

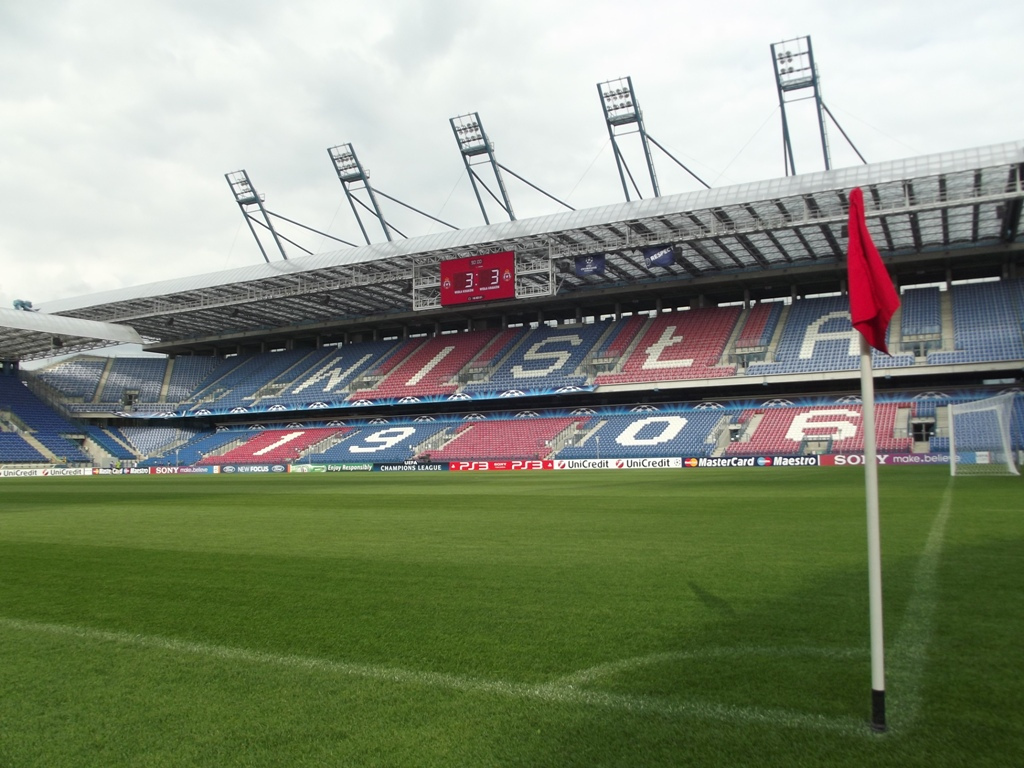
Stadion Henryka Reymana - Wisła Kraków

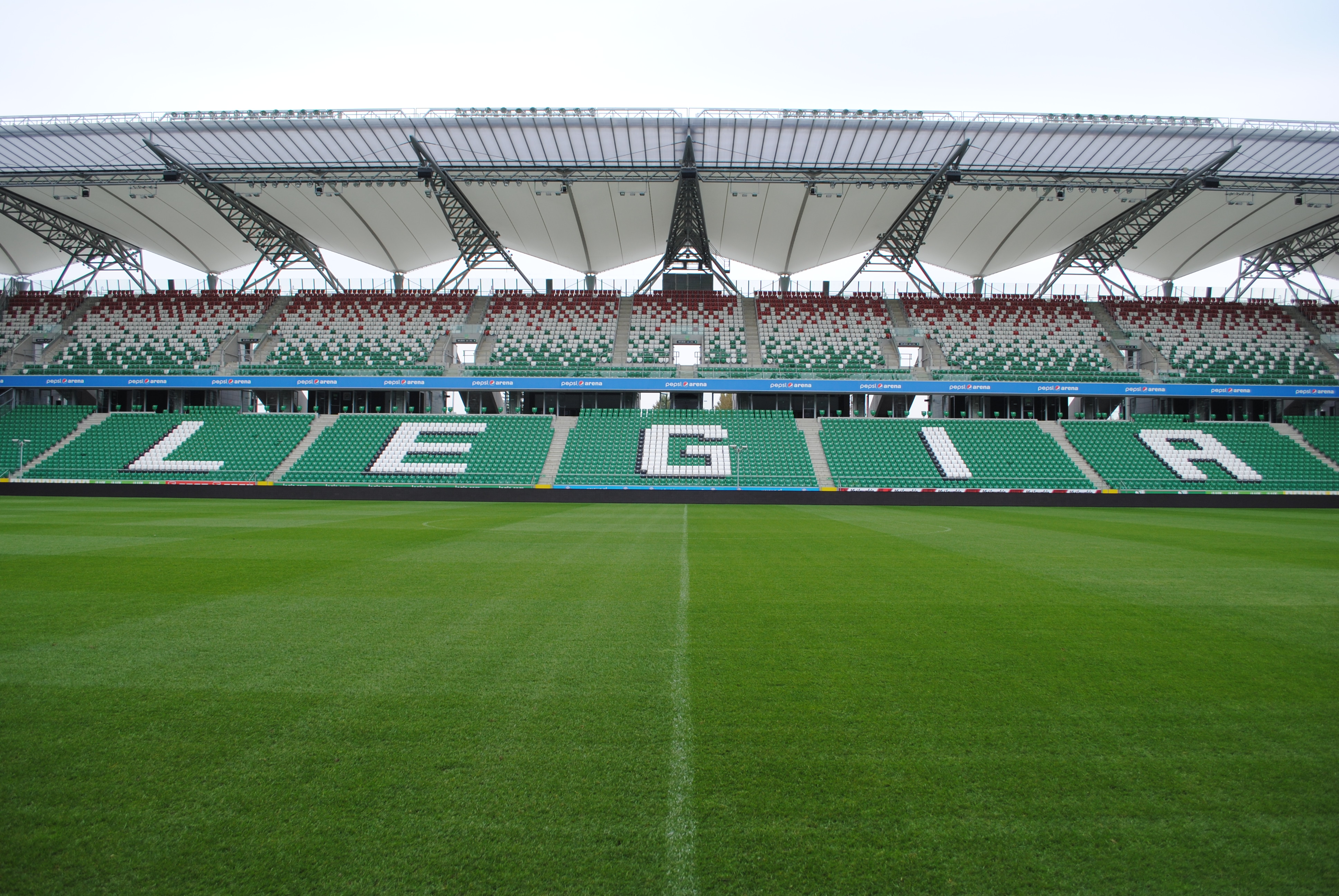
Polska Arméns Stadion - Legia Warszawa

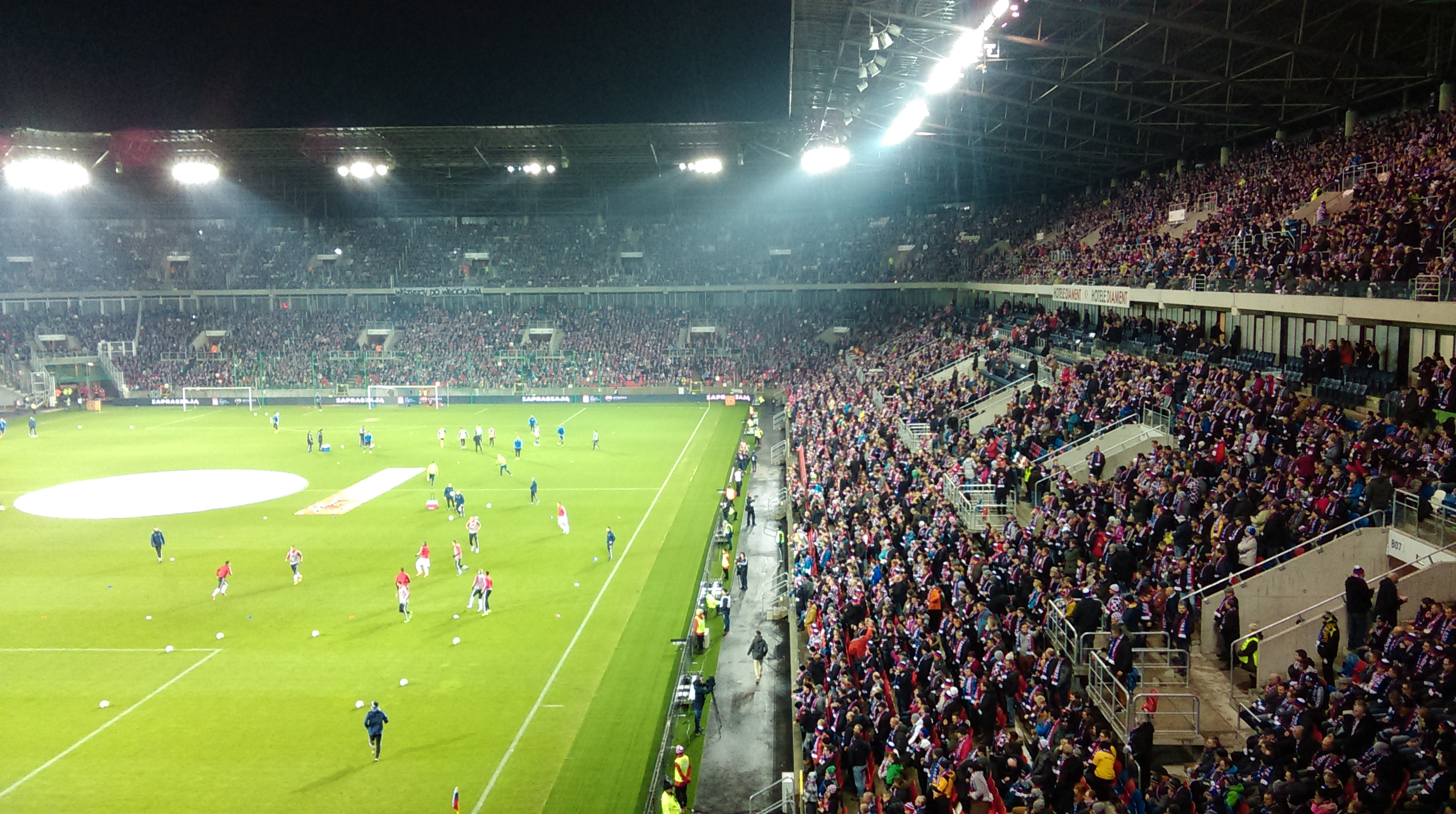
Stadion Ernesta Pohla - Górnik Zabrze

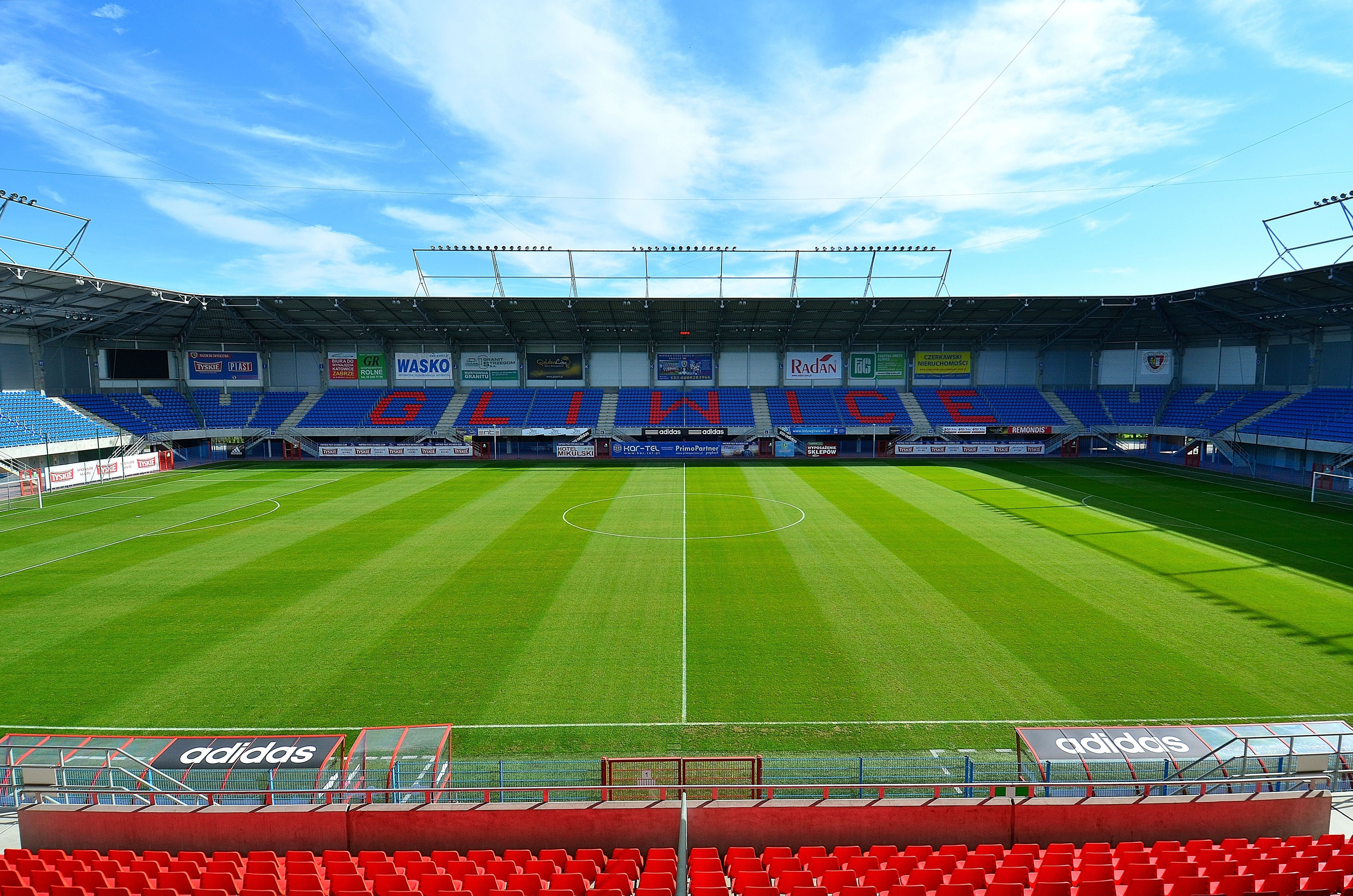
Stadion Piasta Gliwice - Piast Gliwice

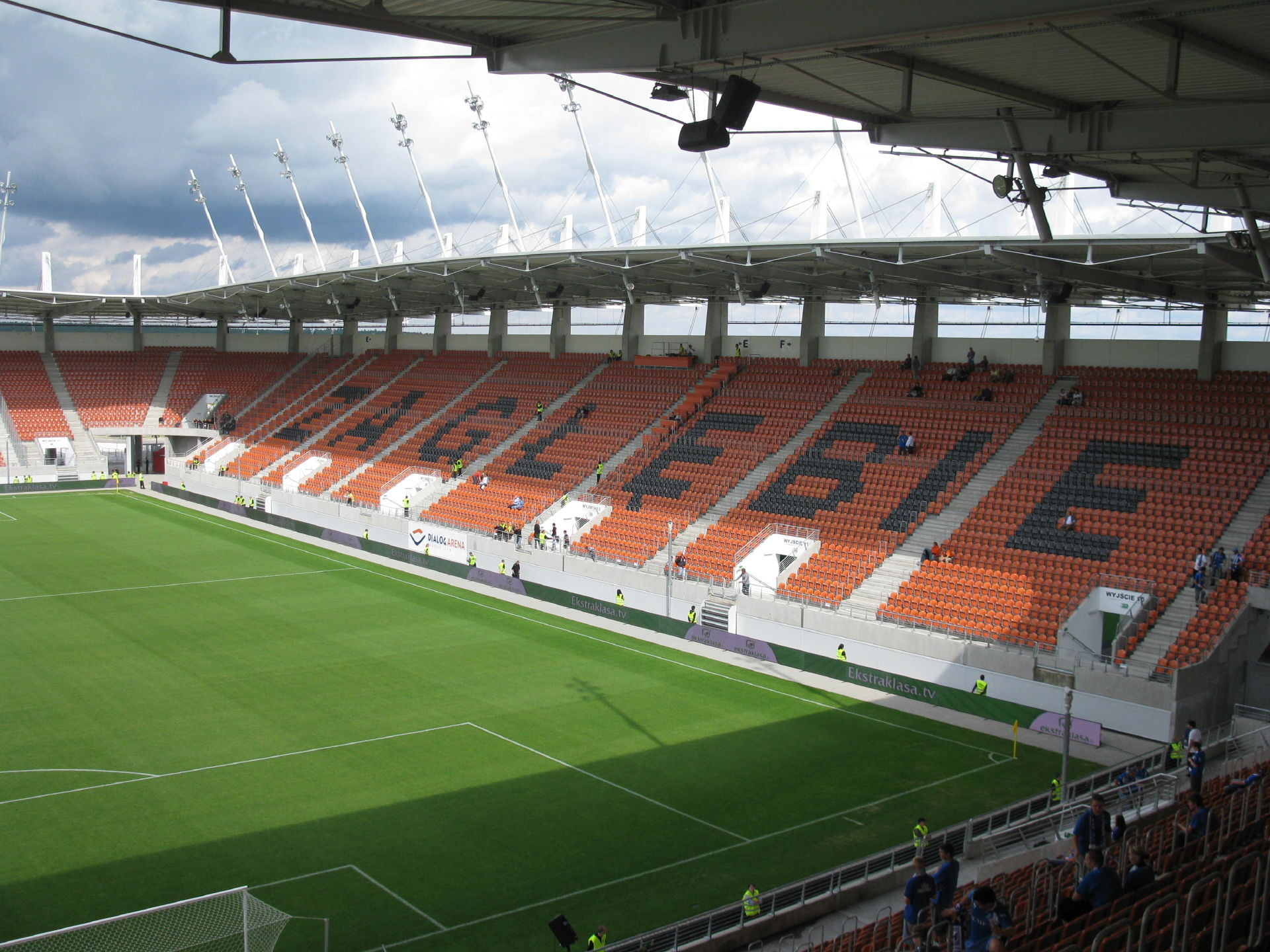
Stadion Zagłębia Lubin - Zagłębie Lubin

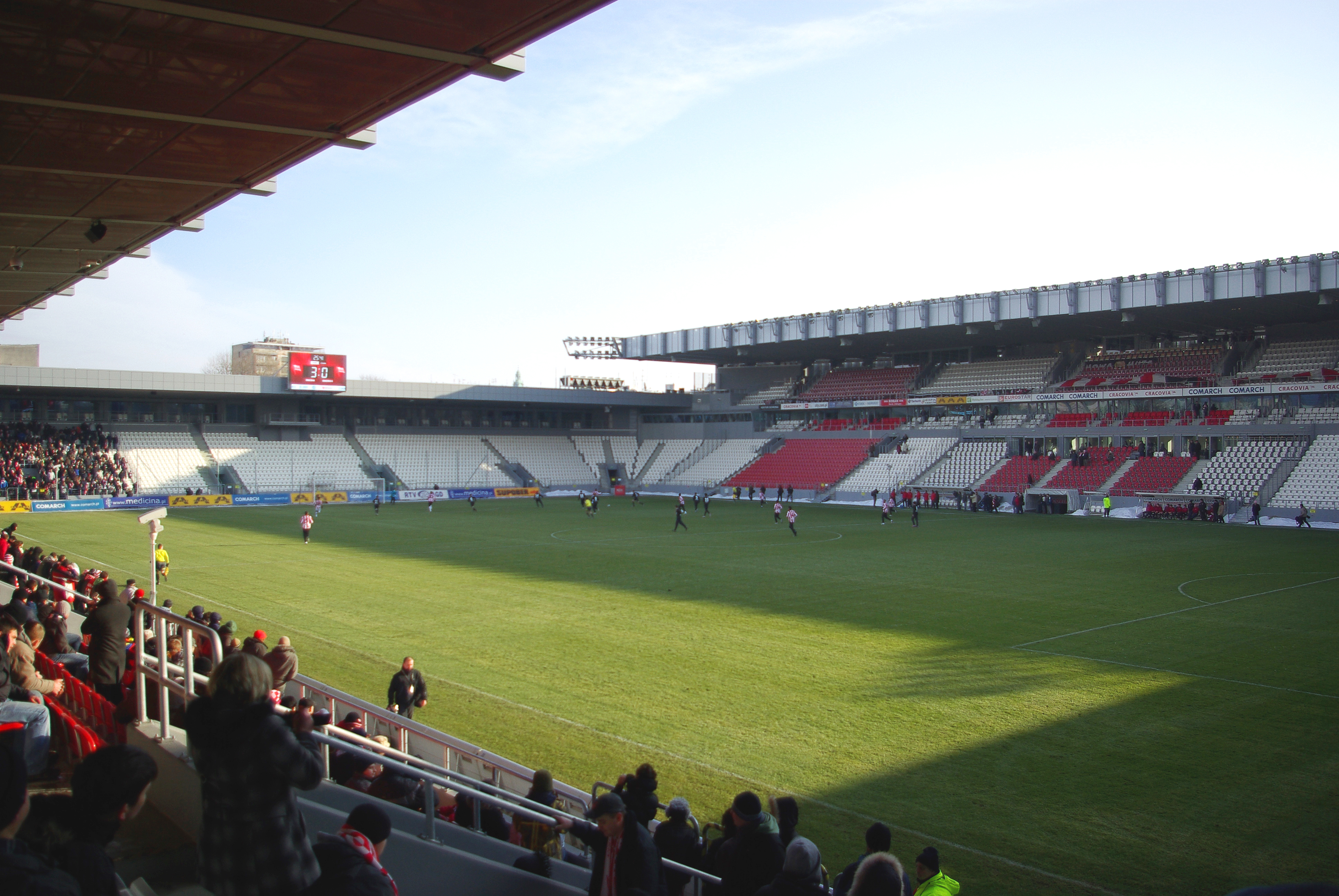
Stadion Miejski Cracovii - Cracovia

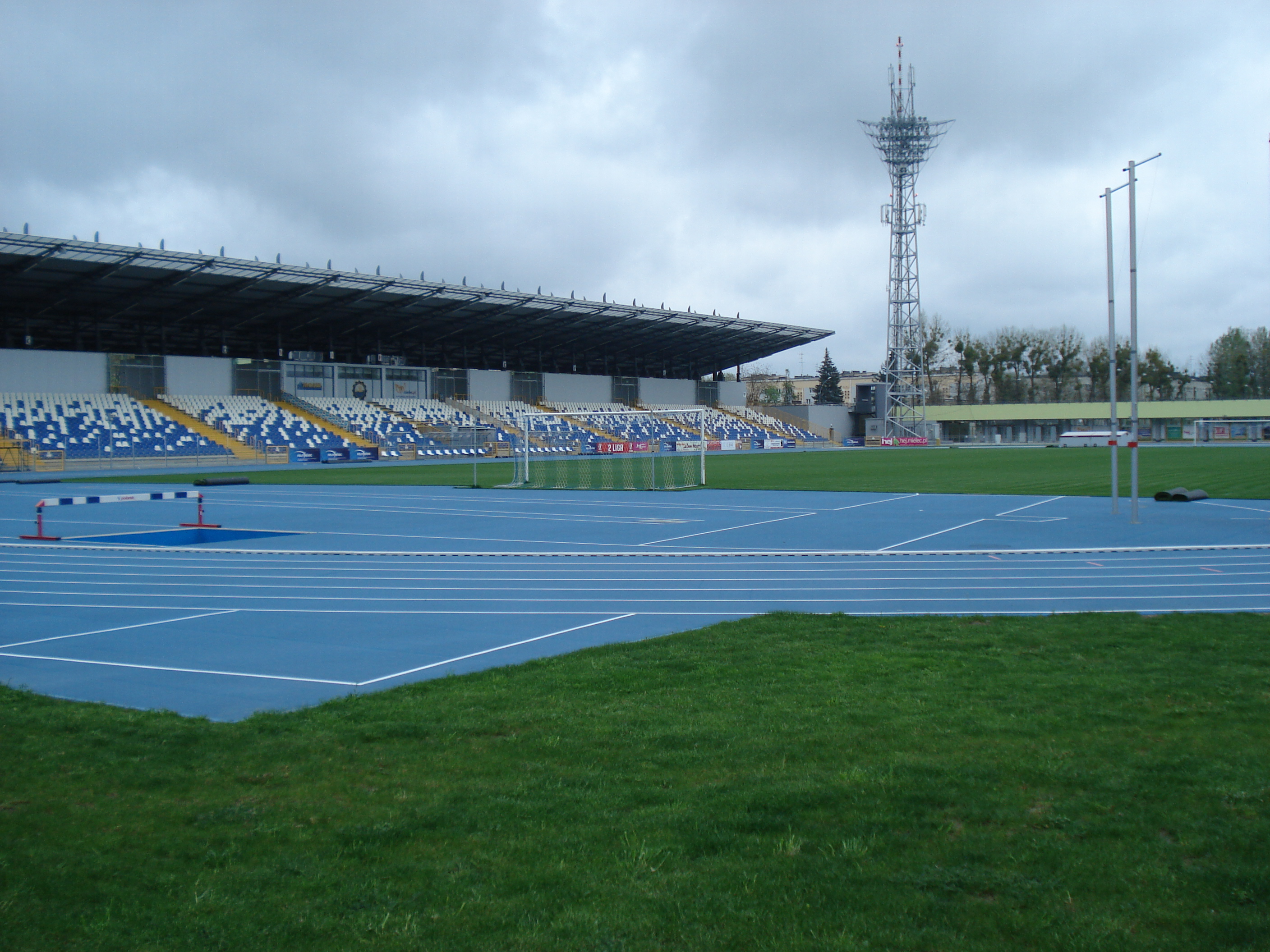
Stadion Stali Mielec - Stal Mielec

1 september 2022
| År   | Lag                                                         |
| ---- | ----------------------------------------------------------- |
| 1920 | Inställt på grund av Polsk-sovjetiska kriget                |
| 1921 | Cracovia                                                    |
| 1922 | Pogon Lwów                                                  |
| 1923 | Pogon Lwów                                                  |
| 1924 | -                                                           |
| 1925 | Pogon Lwów                                                  |
| 1926 | Pogon Lwów                                                  |
| 1927 | Wisła Kraków                                                |
| 1928 | Wisła Kraków                                                |
| 1929 | Warta Poznań                                                |
| 1930 | Cracovia                                                    |
| 1931 | Garbarnia Kraków                                            |
| 1932 | Cracovia                                                    |
| 1933 | Ruch Chorzów                                                |
| 1934 | Ruch Chorzów                                                |
| 1935 | Ruch Chorzów                                                |
| 1936 | Ruch Chorzów                                                |
| 1937 | Cracovia                                                    |
| 1938 | Ruch Chorzów                                                |
| 1939 | Inställt på grund av Invasionen av Polen Andra världskriget |
| 1940 | Inställt på grund av Invasionen av Polen Andra världskriget |
| 1941 | Inställt på grund av Invasionen av Polen Andra världskriget |
| 1942 | Inställt på grund av Invasionen av Polen Andra världskriget |
| 1943 | Inställt på grund av Invasionen av Polen Andra världskriget |
| 1944 | Inställt på grund av Invasionen av Polen Andra världskriget |
| 1945 | Inställt på grund av Invasionen av Polen Andra världskriget |
| 1946 | Polonia Warszawa                                            |
| 1947 | Warta Poznań                                                |
| 1948 | Cracovia                                                    |
| 1949 | Wisła Kraków                                                |
| 1950 | Wisła Kraków                                                |
| 1951 | Ruch Chorzów                                                |
| 1952 | Ruch Chorzów                                                |
| 1953 | Ruch Chorzów                                                |
| 1954 | Polonia Bytom                                               |
| 1955 | Legia Warszawa                                              |
| 1956 | Legia Warszawa                                              |
| 1957 | Górnik Zabrze                                               |
| 1958 | ŁKS Łódź                                                    |
| 1959 | Górnik Zabrze                                               |
| 1960 | Ruch Chorzów                                                |
| 1961 | Górnik Zabrze                                               |
| 1962 | Polonia Bytom                                               |
| 1963 | Górnik Zabrze                                               |
| 1964 | Górnik Zabrze                                               |
| 1965 | Górnik Zabrze                                               |
| 1966 | Górnik Zabrze                                               |
| 1967 | Górnik Zabrze                                               |
| 1968 | Ruch Chorzów                                                |
| 1969 | Legia Warszawa                                              |
| 1970 | Legia Warszawa                                              |
| 1971 | Górnik Zabrze                                               |
| 1972 | Górnik Zabrze                                               |
| 1973 | Stal Mielec                                                 |
| 1974 | Ruch Chorzów                                                |
| 1975 | Ruch Chorzów                                                |
| 1976 | Stal Mielec                                                 |
| 1977 | Śląsk Wrocław                                               |
| 1978 | Wisła Kraków                                                |
| 1979 | Ruch Chorzów                                                |
| 1980 | Szombierki Bytom                                            |
| 1981 | Widzew Łódź                                                 |
| 1982 | Widzew Łódź                                                 |
| 1983 | Lech Poznań                                                 |
| 1984 | Lech Poznań                                                 |
| 1985 | Górnik Zabrze                                               |
| 1986 | Górnik Zabrze                                               |
| 1987 | Górnik Zabrze                                               |
| 1988 | Górnik Zabrze                                               |
| 1989 | Ruch Chorzów                                                |
| 1990 | Lech Poznań                                                 |
| 1991 | Zagłębie Lubin                                              |
| 1992 | Lech Poznań                                                 |
| 1993 | Lech Poznań                                                 |
| 1994 | Legia Warszawa                                              |
| 1995 | Legia Warszawa                                              |
| 1996 | Widzew Łódź                                                 |
| 1997 | Widzew Łódź                                                 |
| 1998 | ŁKS Łódź                                                    |
| 1999 | Wisła Kraków                                                |
| 2000 | Polonia Warszawa                                            |
| 2001 | Wisła Kraków                                                |
| 2002 | Legia Warszawa                                              |
| 2003 | Wisła Kraków                                                |
| 2004 | Wisła Kraków                                                |
| 2005 | Wisła Kraków                                                |
| 2006 | Legia Warszawa                                              |
| 2007 | Zagłębie Lubin                                              |
| 2008 | Wisła Kraków                                                |
| 2008 | Wisła Kraków                                                |
| 2009 | Wisła Kraków                                                |
| 2010 | Lech Poznań                                                 |
| 2011 | Wisła Kraków                                                |
| 2012 | Śląsk Wrocław                                               |
| 2013 | Legia Warszawa                                              |
| 2014 | Legia Warszawa                                              |
| 2015 | Lech Poznań                                                 |
| 2016 | Legia Warszawa                                              |
| 2017 | Legia Warszawa                                              |
| 2018 | Legia Warszawa                                              |
| 2019 | Piast Gliwice                                               |
| 2020 | Legia Warszawa                                              |
| 2021 | Legia Warszawa                                              |
| 2022 | Lech Poznań                                                 |

## Statistik

### Klubbar efter antal ligatitlar
| Antal titlar | Lag              | År                                                                                       |
| ------------ | ---------------- | ---------------------------------------------------------------------------------------- |
| 15           | Legia Warszawa   | 1955, 1956, 1969, 1970, 1994, 1995, 2002, 2006, 2013, 2014, 2016, 2017, 2018, 2020, 2021 |
| 14           | Górnik Zabrze    | 1957, 1959, 1961, 1963, 1964, 1965, 1966, 1967, 1971, 1972, 1985, 1986, 1987, 1988       |
| 14           | Wisła Kraków     | 1927, 1928, 1949, 1950, 1951, 1978, 1999, 2001, 2003, 2004, 2005, 2008, 2009, 2011       |
| 13           | Ruch Chorzów     | 1933, 1934, 1935, 1936, 1938, 1952, 1953, 1960, 1968, 1974, 1975, 1979, 1989             |
| 8            | Lech Poznań      | 1983, 1984, 1990, 1992, 1993, 2010, 2015, 2022                                           |
| 4            | Cracovia         | 1930, 1932, 1937, 1948                                                                   |
| 4            | Widzew Łódź      | 1981, 1982, 1996, 1997                                                                   |
| 2            | Warta Poznań     | 1929                                                                                     |
| 2            | Polonia Bytom    | 1954, 1962                                                                               |
| 2            | Stal Mielec      | 1973, 1976                                                                               |
| 2            | ŁKS Łódź         | 1958, 1998                                                                               |
| 2            | Zagłębie Lubin   | 1991, 2007                                                                               |
| 2            | Śląsk Wrocław    | 1977, 2012                                                                               |
| 2            | Polonia Warszawa | 1946, 2000                                                                               |
| 1            | Garbarnia Kraków | 1931                                                                                     |
| 1            | Szombierki Bytom | 1980                                                                                     |
| 1            | Piast Gliwice    | 2019                                                                                     |

### Antal ligatitlar efter vojvodskap
| Rank | Vojvodskap       | Vinnande klubbar | Antal titlar | Totalt |
| ---- | ---------------- | ---------------- | ------------ | ------ |
| 1    | Schlesien        | Górnik Zabrze    | 14           | 31     |
| 1    | Schlesien        | Ruch Chorzów     | 13           | 31     |
| 1    | Schlesien        | Polonia Bytom    | 2            | 31     |
| 1    | Schlesien        | Szombierki Bytom | 1            | 31     |
| 1    | Schlesien        | Piast Gliwice    | 1            | 31     |
| 2    | Lillpolen        | Wisła Kraków     | 14           | 19     |
| 2    | Lillpolen        | Cracovia         | 4            | 19     |
| 2    | Lillpolen        | Garbarnia Kraków | 1            | 19     |
| 3    | Masovien         | Legia Warszawa   | 15           | 17     |
| 3    | Masovien         | Polonia Warszawa | 2            | 17     |
| 4    | Storpolen        | Lech Poznań      | 8            | 10     |
| 4    | Storpolen        | Warta Poznań     | 2            | 10     |
| 5    | Łódź             | Widzew Łódź      | 4            | 6      |
| 5    | Łódź             | ŁKS Łódź         | 2            | 6      |
| 6    | Nedre Schlesien  | Zagłębie Lubin   | 2            | 4      |
| 6    | Nedre Schlesien  | Śląsk Wrocław    | 2            | 4      |
| 7    | Nedre Karpaterna | Stal Mielec      | 2            | 2      |